# Podzielnik kosztów

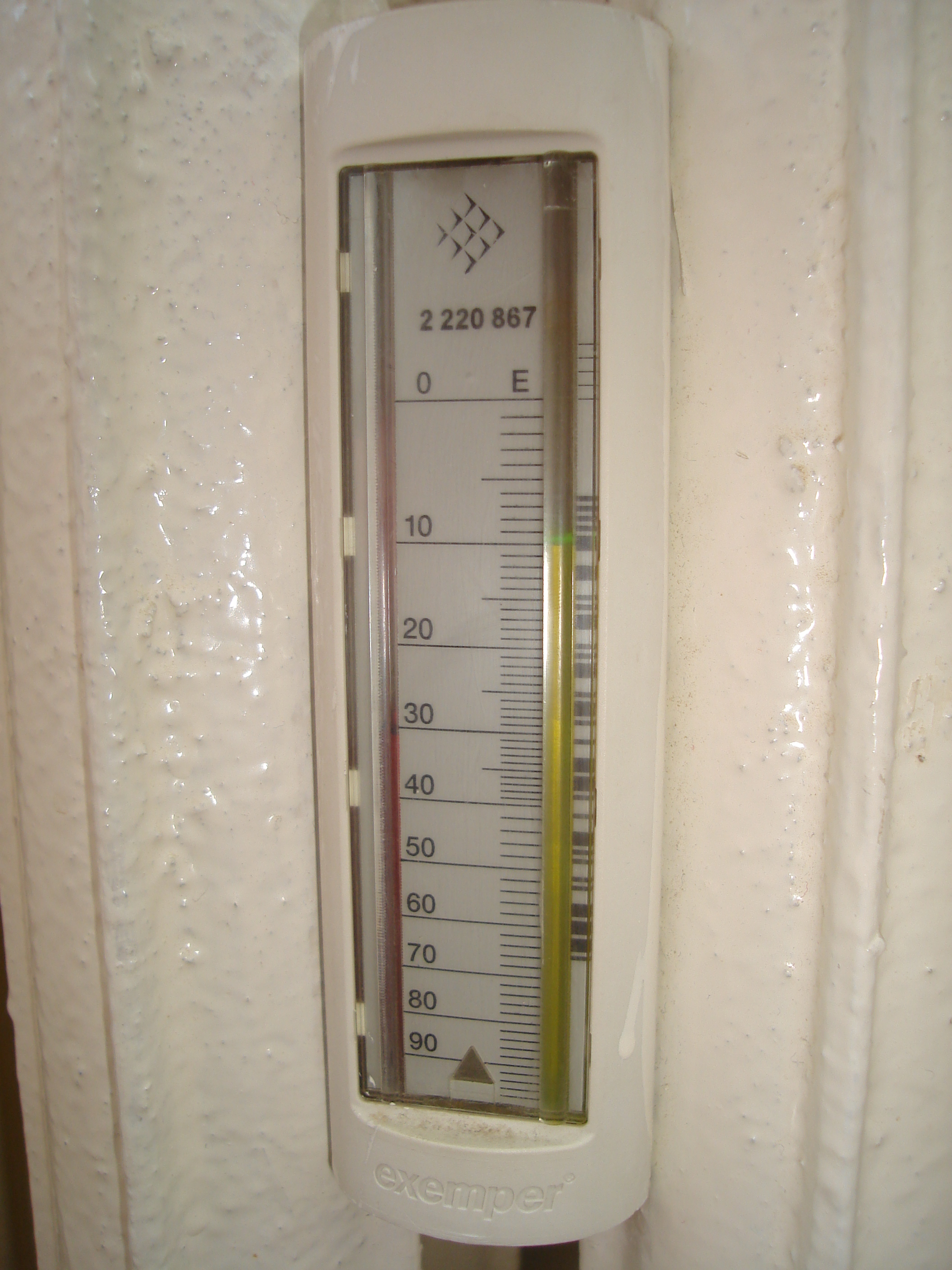
Wyparkowy podzielnik kosztów ogrzewania

Podzielnik kosztów – „podzielnik kosztów ogrzewania” – zwany również podzielnikiem ciepła, to urządzenia niezależnie od rodzaju konstrukcji i typu, zgodnie z informacją Głównego Urzędu Miar, które nie są przyrządami pomiarowymi w rozumieniu ustawy z dnia 11 maja 2001 r. – Prawo o miarach (Dz. U. z 2013 r. poz. 1069, z 2015 r. poz. 978 oraz z 2016 r. poz. 542). 
Sprawy dotyczące podzielników kosztów ogrzewania (w tym oceny zgodności ich wykonania z normami) i zasad rozliczeń ciepła wewnątrz spółdzielni lub wspólnoty mieszkaniowej – nie wchodzą w zakres ustawowych kompetencji Prezesa Głównego Urzędu Miar.

Podzielnik to urządzenie montowane na grzejnikach centralnego ogrzewania, służące do iluzorycznego i bardzo często błędnego podziału kosztu ciepła, określonego na podstawie odczytu podzielników kosztów, rachunków za ogrzewanie budynku, pomiędzy poszczególnych lokatorów wielorodzinnego budynku mieszkalnego.
Polska Norma określa go jako rejestrujący przyrząd pomiarowy mierzący temperaturę względem czasu. Norma dotyczy tzw. podzielników wyparkowych bez baterii (PN-EN 835 – „Podzielniki kosztów ogrzewania do rejestrowania zużycia ciepła przez grzejniki. Przyrządy bez zasilania energią elektryczną działające na zasadzie parowania dyfuzyjnego” oraz PN-EN 834 – „Podzielniki kosztów ogrzewania do rejestrowania zużycia ciepła przez grzejniki. Przyrządy zasilane energią elektryczną”). 
Rozróżniamy następujące rodzaje podzielników:
- Podzielnik wyparkowy, działający na zasadzie odparowania cieczy,
- Podzielnik elektroniczny z jednym czujnikiem temperatury (grzejnika),
- Podzielnik elektroniczny z dwoma czujnikami temperatury (grzejnika i pomieszczenia).

Wskazania podzielnika kosztów związane są z ciepłem doprowadzonym przez grzejnik do pomieszczenia, czyli jest licznikiem ciepła. Nie podlega legalizacji.
Metoda rozliczenia kosztów przy użyciu podzielników kosztów polega na uwzględnieniu wskazań wszystkich podzielników zainstalowanych w budynku. W obliczeniach wydziela się też tzw. opłaty stałe za ciepło. Mogą to być opłaty stałe z rachunku za ciepło, bądź też opłaty za ogrzewanie pomieszczeń wspólnych (klatki, pralnie, suszarnie). Stosuje się również współczynniki korygujące rozliczenie lokali położonych w różnych miejscach budynku (nad nieogrzewanymi piwnicami, szczytowe itd.). W rozliczeniach kosztów stosuje się również współczynniki korygujące różne typy i wielkości grzejników, występujących w rozliczanym budynku (instalacji c.o.)
Prawo o miarach (Dz. U. z 2013 r. poz. 1069, z 2015 r. poz. 978 oraz z 2016 r. poz. 542). Zgodnie z przepisami art. 4 pkt 5 tej ustawy przyrząd pomiarowy jest to urządzenie, układ pomiarowy lub jego elementy, przeznaczone do wykonania pomiarów samodzielnie lub w połączeniu z jednym lub wieloma urządzeniami dodatkowymi. Podzielniki kosztów ogrzewania mierzą temperaturę względem czasu. Podzielniki kosztów ogrzewania nie podlegają prawnej kontroli metrologicznej (zatwierdzeniu typu i legalizacji), a więc także obowiązkowi uzyskania dowodów tej kontroli.
Wskazania podzielników kosztów ogrzewania wraz z systemem rozliczeń służą do podziału kosztu energii cieplnej, dostarczonej do budynku wielolokalowego, na poszczególnych użytkowników lokali, którzy są wyposażeni w jeden typ podzielników. Koszt całkowity ciepła obliczany jest na podstawie wskazań zainstalowanego w węźle cieplnym ciepłomierza. Wskazania tego ciepłomierza służą do uzyskania prawidłowej podstawy do rozliczeń między dostawcą energii cieplnej i spółdzielnią lub wspólnotą mieszkaniową.
Sprawy dotyczące podzielników kosztów ogrzewania (w tym oceny zgodności ich wykonania z normami) i zasad rozliczeń ciepła wewnątrz spółdzielni lub wspólnoty mieszkaniowej – nie wchodzą w zakres ustawowych kompetencji Prezesa Głównego Urzędu Miar.
Informacje dodatkowe:
1. W art. 45a ust. 8, 9 i 12 ustawy z dnia 10 kwietnia 1997 r. Prawo energetyczne (tj. Dz. U. z 2006 r. Nr 89, poz. 625, z późn. zm.), w brzmieniu ustalonym art.1 pkt 38 ustawy z dnia 4 marca 2005 r. o zmianie ustawy- Prawo energetyczne oraz ustawy – Prawo ochrony środowiska (Dz. U. Nr 62, poz. 552) zapisano, że koszty zakupu ciepła, w części dotyczącej ogrzewania lokali mieszkalnych, rozlicza się stosując metody wykorzystujące wskazania ciepłomierzy, podzielników kosztów, lub powierzchnię albo kubaturę tych lokali, Właściciel lub zarządca budynku wielolokalowego dokonuje wyboru metody rozliczania całkowitych kosztów zakupu ciepła na poszczególne lokale mieszkalne i użytkowe w tym budynku. W przypadku stosowania w budynku wielolokalowym metody wykorzystującej wskazania urządzeń wskaźnikowych (podzielników kosztów ogrzewania), regulamin rozliczeń powinien dopuszczać możliwość zamiennego rozliczania opłat za ciepło dla lokali mieszkalnych lub użytkowych na podstawie ich powierzchni lub kubatury oraz określać warunki stosowania zamiennego rozliczania.
2. W § 135 ust. 2 pkt 2 i ust. 3 pkt 2 rozporządzenia Ministra Infrastruktury z dnia 12 kwietnia 2002 r. w sprawie warunków technicznych, jakim powinny odpowiadać budynki i ich usytuowanie (Dz. U. Nr 75, poz. 690) zapisano, że w budynkach z instalacją ogrzewczą wodną powinny znajdować się urządzenia umożliwiające indywidualne rozliczanie kosztów ogrzewania poszczególnych mieszkań lub lokali użytkowych w budynku.
3. Polskie normy PN-EN 834 i PN-EN 835 dotyczą podzielników kosztów ogrzewania (odpowiednio: zasilanych energią elektryczną i działających na zasadzie parowania dyfuzyjnego), które są oficjalnymi tłumaczeniami norm europejskich EN 834 i EN 835.